# ريتشارد نارتي
ريتشارد نارتي (بالإنجليزية: Richard Nartey)‏ هو لاعب كرة قدم بريطاني في مركز الدفاع، ولد في 1998 في هامرسميث في المملكة المتحدة. لعب مع نادي بيرتن ألبيون.